# Hycleus trianguliferus
Hycleus trianguliferus là một loài bọ cánh cứng trong họ Meloidae. Loài này được Heyden miêu tả khoa học năm 1883.